# Спасское (городской округ Клин)
Спа́сское — деревня в Клинском районе Московской области России.
Относится к сельскому поселению Петровское, до муниципальной реформы 2006 года относилась к Петровскому сельскому округу. Население — 109 чел. (2010).

## Население
| 1852 | 1859 | 1890 | 1926 | 2002 | 2006 | 2010 |
| ---- | ---- | ---- | ---- | ---- | ---- | ---- |
| 313  | ↘311 | ↗378 | ↘288 | ↘123 | ↘117 | ↘109 |

## География
Расположена в южной части Клинского района, на автодороге, соединяющей Р107 (Клин — Лотошино) и Московское большое кольцо А108, примерно в 23 км к юго-западу от города Клина, на левом берегу реки Локнаш (бассейн Иваньковского водохранилища). В деревне 4 улицы — Заовражная, Поселковая, Сосновая и Тихая, зарегистрировано 2 садовых товарищества.
Связана автобусным сообщением с районным центром, посёлком Нудоль и платформой «Новопетровской» Рижского направления Московской железной дороги. Ближайшие населённые пункты — деревни Захарово, Аксёниха и Ивановское.

## Исторические сведения
В «Списке населённых мест» 1862 года Спаское — казённое сельцо 1-го стана Клинского уезда Московской губернии по левую сторону Волоколамского тракта, в 27 верстах от уездного города, при колодцах, с 54 дворами и 311 жителями (152 мужчины, 159 женщин).
По данным на 1890 год деревня входила в состав Петровской волости Клинского уезда, число душ составляло 378 человек.
В 1913 году — 62 двора, земское училище.

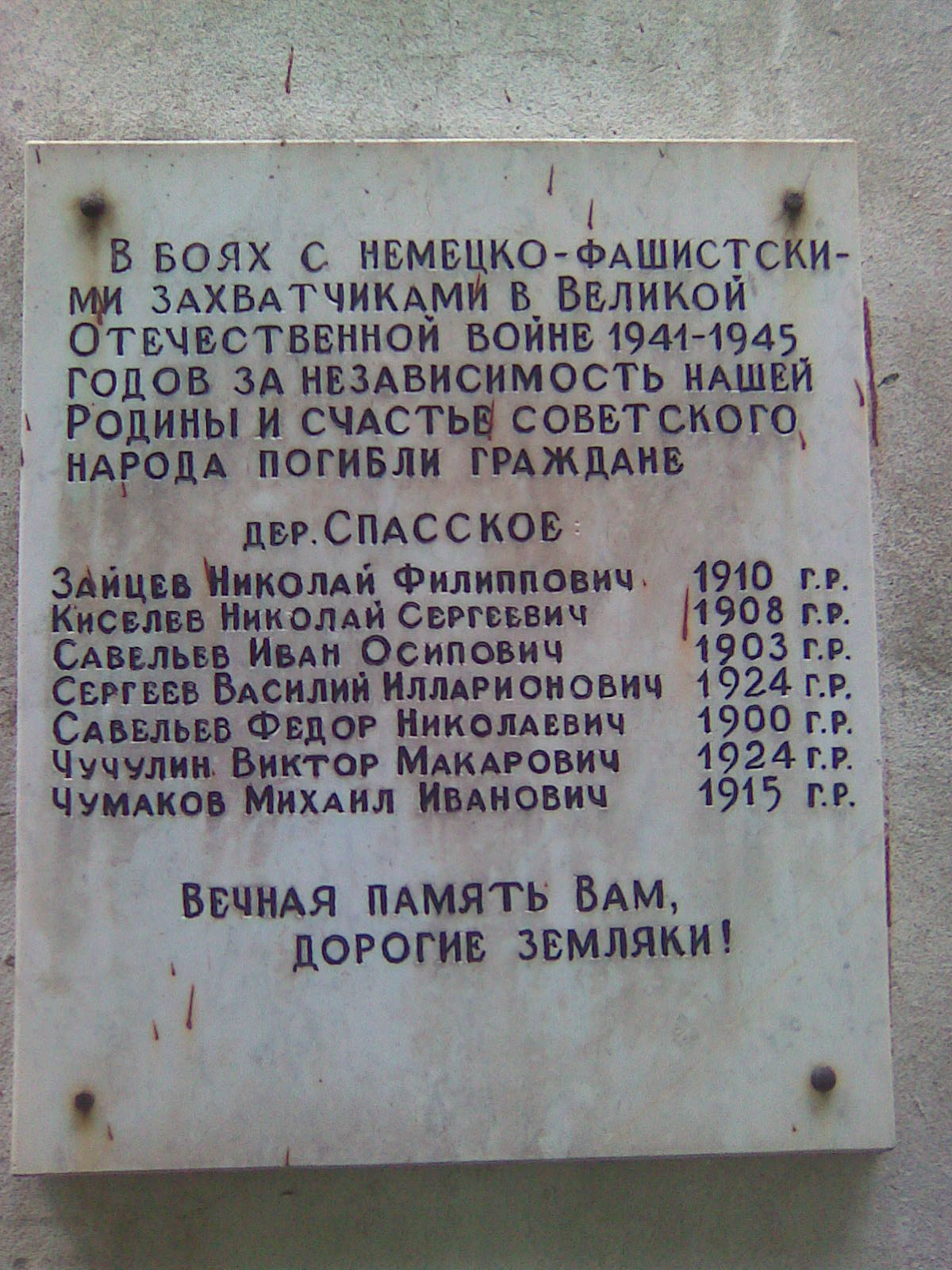
Памятная доска

По материалам Всесоюзной переписи населения 1926 года село Спасское — центр сельсовета Петровской волости, проживало 288 жителей (124 мужчины, 164 женщины), насчитывалось 66 хозяйств, среди которых 63 крестьянских, имелась школа.
С 1929 года — населённый пункт в составе Клинского района Московской области.

## Название
Название деревни, как и множества других одноимённых населённых пунктов Московской области, связано с названием церквей, освящённых во имя Преображения Иисуса Христа — одного из двунадесятых праздников православной церкви. По списку 1862 г. таких названий было больше сорока.

## Достопримечательности
- В 1900-м году в деревне была построена Церковь Николая Чудотворца. Вскоре она сгорела, после чего церковь устроили в здании церковно-приходской школы (разрушена в середине XX века).
- В память о погибших в боях во время Великой Отечественной войны жителях деревни на одном из зданий вывешена мраморная мемориальная доска.
- После возведения плотины в районе деревни (1978—1979 гг.) было образовано живописное озеро.